# استرال، نیو ساوت ولز
استرال (به انگلیسی: Austral) یک حومه شهر در استرالیا است که در نیو ساوت ولز واقع شده‌است.